# Iron Danger
Iron Danger est un jeu vidéo de type action-RPG développé par Action Squad Studios et édité par Daedalic Entertainment. Le jeu est sorti en mars 2020.
Iron Danger se déroule dans un monde fantastique steampunk inspiré du folklore finlandais et en particulier de l'épopée nationale Kalevala. Le mécanisme de jeu central est le mode transe, surnommé par certains comme une version de "sauvegarde-scumming", où le joueur peut revenir en arrière si le joueur le souhaite.